# Torneo de Eastbourne 2011
El Torneo de Eastbourne es un evento de tenis que se disputa en Eastbourne, Inglaterra,  se juega entre el 13 y 19 de junio de 2011.

## Campeones

### Individuales Masculino
Andreas Seppi vence a  Janko Tipsarević por 7-6(5), 3-6, 5-3 y ret.

### Individuales Femenino
Marion Bartoli vence a  Petra Kvitova por 6-1, 4–6, 7–5.

### Dobles Masculino
Jonathan Erlich /  Andy Ram vencen a  Grigor Dimitrov /  Andreas Seppi por 6-3 6-3.

### Dobles Femenino
Květa Peschke /  Katarina Srebotnik vencen a  Liezel Huber /  Lisa Raymond por 6-3 6-0.

## Enlaces
- Página oficial Archivado el 20 de junio de 2011 en Wayback Machine.